# Ocean's (serie di film)
Ocean's è una serie cinematografica statunitense di heist movie, uscita a partire dal 1960 e distribuita da Warner Bros. Il primo film è uscito in Italia con il titolo Colpo grosso (nome originale in inglese Ocean's 11). Segue una trilogia di film, usciti tra il 2001 e il 2007, diretti da Steven Soderbergh e prodotti da Jerry Weintraub, il primo della quale è un remake del film del 1960. Grazie allo straordinario successo ottenuto è stato seguito dai sequel Ocean's Twelve (2004) e Ocean's Thirteen (2007), oltre allo spin-off, con un cast tutto al femminile, Ocean's 8 del 2018. Nel 2022 viene annunciato un capitolo prequel della serie, questa volta diretto da Jay Roach.
I film combinano i classici elementi del colpo grosso con quelli della truffa, presentati in uno stile umoristico e spensierato, con assenza di violenza e uso d'armi.

## Film
| Film                                  | Data di uscita   | Regia             | Sceneggiatura                  | Soggetto                                     | Produttori                              |
| ------------------------------------- | ---------------- | ----------------- | ------------------------------ | -------------------------------------------- | --------------------------------------- |
| Colpo grosso                          | 10 agosto 1960   | Lewis Milestone   | Harry Brown e Charles Lederer  | George Clayton Johnson e Jack Golden Russell | Lewis Milestone                         |
| Ocean's Eleven - Fate il vostro gioco | 7 dicembre 2001  | Steven Soderbergh | Ted Griffin                    | Ted Griffin                                  | Jerry Weintraub                         |
| Ocean's Twelve                        | 10 dicembre 2004 | Steven Soderbergh | George Nolfi                   | George Nolfi                                 | Jerry Weintraub                         |
| Ocean's Thirteen                      | 8 giugno 2007    | Steven Soderbergh | Brian Koppelman e David Levien | Brian Koppelman e David Levien               | Jerry Weintraub                         |
| Ocean's 8                             | 8 giugno 2018    | Gary Ross         | Gary Ross e Olivia Milch       | Gary Ross                                    | Susan Ekins e Steven Soderbergh         |
| Oceans                                | TBA              | Jay Roach         | Carrie Solomon                 | Carrie Solomon                               | Jay Roach, Tom Ackerley e Margot Robbie |

### Colpo grosso(1960)
Il film narra le vicende di Danny Ocean che raduna un gruppo di amici composto da dieci persone, tutti veterani della seconda guerra mondiale come lui e appartenenti all'82nd Airborne Division, per organizzare un grosso colpo, svaligiare contemporaneamente cinque casinò di Las Vegas.

### Ocean's Eleven - Fate il vostro gioco(2001)
In Ocean's Eleven - Fate il vostro gioco l'esperto di truffe Danny Ocean, appena uscito di prigione, pianifica un elaborato colpo ad un casinò in modo da riconquistare la sua ex moglie, reclutando un eterogeneo gruppo di ladri per realizzare il suo complesso piano.

### Ocean's Twelve(2004)
In Ocean's Twelve la crew di Ocean's sbarca in Europa per recuperare abbastanza soldi per pagare il Tycoon Terry Benedict, ma gli sembrerà di entrare in una competizione tra ladri con NightFox.

### Ocean's Thirteen(2007)
In Ocean's Thirteen il piano è di derubare un nuovo casinò durante la serata di apertura dopo che il suo spietato proprietario (Al Pacino) ha tagliato fuori da un grande progetto e raggirato uno dei più amati della gang.

### Ocean's 8(2018)
Soderbergh e George Clooney inizialmente affermarono che non ci sarebbe stato un Ocean's Fourteen o altri sequel a causa della morte di Bernie Mac nel 2008. Tuttavia venne sviluppato uno spin-off di Ocean's Eleven, con un cast tutto al femminile con a capo Sandra Bullock, sorella del personaggio di George Clooney (Danny Ocean), secondo quanto confermato dai produttori Jerry Weintraub, Soderbergh and Clooney. Olivia Milch sarà la sceneggiatrice e Gary Ross il regista. Helena Bonham Carter, Cate Blanchett e Mindy Kaling sono state più tardi confermate come parte del cast. Elizabeth Banks era stata precedentemente contattata ma l'accordo tra lei e la Warner Bros. non è andato a buon fine. Il titolo dello spin-off è stato più tardi rivelato essere Ocean's 8. Nell'agosto del 2016 Anne Hathaway, Rihanna e Nora "Awkwafina" Lum sono state aggiunte ai nomi del cast. La notte successiva alla vittoria del suo Emmy Award Sarah Paulson è stata annunciata come membro del cast finale degli otto. L'uscita del film in America è stata programmata per l'8 giugno 2018.

### Prequel (TBA)
Nel maggio 2022 viene annunciato che un film prequel, ambientato nell'Europa degli anni '60, è in fase di sviluppo. La storia potrebbe collegarsi e incorporare elementi del film originale. Il progetto non è un reboot ma è ambientato all'interno del franchise di Ocean's. Margot Robbie reciterà e produrrà il progetto, mentre Jay Roach sarà il regista con una sceneggiatura scritta da Carrie Solomon. Tom Ackerley e Roach fungeranno inoltre da produttori. Il progetto sarà una produzione in collaborazione tra Warner Bros. Pictures, LuckyChap Entertainment e Village Roadshow. Poco dopo l'annuncio iniziale Ryan Gosling ha avviato le trattative per recitare nel film insieme a Robbie. La data di inizio delle riprese, inizialmente previste per giugno 2023, slittano ai primi mesi del 2024.

## Cast
- Brad Pitt
- Matt Damon
- George Clooney
- Bernie Mac
- Andy García
- Julia Roberts
- Don Cheadle
- Casey Affleck
- Vincent Cassel
- Catherine Zeta-Jones
- Robbie Coltrane
- Al Pacino
- Sandra Bullock
- Cate Blanchett
- Helena Bonham Carter
- Sarah Paulson
- Anne Hathaway
- Rihanna
- Dakota Fanning
- Margot Robbie
- Ryan Gosling

## Accoglienza

### Box office
| Film                                  | Data di uscita   | Incassi       | Incassi       | Incassi         | Classifica al boxoffice | Classifica al boxoffice | Budget        | Note          |
| Film                                  | Data di uscita   | Stati Uniti   | Estero        | Globali         | Di sempre (USA)         | Di sempre (Mondo)       | Budget        | Note          |
| ------------------------------------- | ---------------- | ------------- | ------------- | --------------- | ----------------------- | ----------------------- | ------------- | ------------- |
| Ocean's Eleven - Fate il vostro gioco | 7 dicembre 2001  | 183 417 150 $ | 267 300 000 $ | 450 717 150 $   | #200                    | #190                    | 85 000 000 $  | [ 13 ]        |
| Ocean's Twelve                        | 10 dicembre 2004 | 125 544 280 $ | 237 200 000 $ | 362 744 280 $   | #431                    | #271                    | 110 000 000 $ | [ 14 ]        |
| Ocean's Thirteen                      | 8 giugno 2007    | 117 154 724 $ | 194 157 900 $ | 311 312 624 $   | #489                    | #351                    | 85 000 000 $  | [ 15 ] [ 16 ] |
| Ocean's 8                             | 8 giugno 2018    | 135 600 000 $ | 122 200 000 $ | 257 800 000 $   | #534                    | #630                    | 70 000 000 $  |               |
| Totale                                | Totale           | 426 116 154 $ | 698 657 900 $ | 1 124 774 054 $ |                         |                         | 295 000 000 $ |               |

### Critica
| Film                                  | Rotten Tomatoes      | Metacritic          | Yahoo! Movies      |
| ------------------------------------- | -------------------- | ------------------- | ------------------ |
| Colpo grosso                          | 48% (31 recensioni)  | 57% (8 recensioni)  | N.D.               |
| Ocean's Eleven - Fate il vostro gioco | 83% (184 recensioni) | 74% (35 recensioni) | B (16 recensioni)  |
| Ocean's Twelve                        | 55% (185 recensioni) | 58% (39 recensioni) | B- (12 recensioni) |
| Ocean's Thirteen                      | 70% (201 recensioni) | 62% (37 recensioni) | B (15 recensioni)  |
| Ocean's 8                             | 67% (255 recensioni) | 61% (50 recensioni) | B+ (10 recensioni) |
| Media:                                | 69%                  | 65%                 | B                  |